# Darko Pivaljević
Darko Pivaljević est un footballeur serbe né le 18 février 1975 à Valjevo.
Il évolue au poste d'avant-centre.

## Carrière
- 1994-95 : Étoile rouge de Belgrade  Serbie
- 1995-96 : FK Čukarički  Serbie
- 1996-97 : Mladost Lučani  Serbie
- 1997-00 : Royal Antwerp FC  Belgique
- 2000-01 : FC Cologne  Allemagne
- 2001-02 : Charleroi SC  Belgique
- 2002-03 : Rad Belgrade  Serbie
- 2003-04 : Royal Antwerp FC  Belgique
- 2004-07 : Cercle Bruges  Belgique
- 2007-08 : Royal Antwerp FC  Belgique